# Música caipira
La música caipira (en dialecto caipira: musga caipira) es un género musical brasileño que se originó en São Paulo durante el período colonial. Los temas del estilo caipira son variados, basados en temas que tratan de sucesos reales o ficticios del mundo rural y urbano, y predomina el sonido de la viola caipira, instrumento difundido por primera vez entre los indígenas y bandeirantes. Se considera uno de los símbolos nacionales de Brasil.

## Historia
La música caipira se originó en la Capitanía de San Vicente, zona que hoy corresponde al estado de São Paulo, uno de los formadores del Cono Sur. El género comenzó a popularizarse solamente cuando el periodista y escritor Cornélio Pires, natural de Tietê, fundó en 1924 la Turma Caipira, compuesta en su primera fase por Arlindo Santana, Sebastião Ortiz de Camargo, Zico Dias, Ferrinho, Mariano da Silva, Caçula y Olegário José de Godoy, todos de Piracicaba. En 1929, Cornélio convenció al propietario de la discográfica Columbia para grabar el primer disco de viola caipira de la historia: «Jorginho do Sertão», del dúo Mariano y Caçula, que narraba la historia mítica de un caboclo que, en lugar de recibir el pago que le habían prometido por labrar una plantación de café, su patrón le ofreció casarse con una de sus tres hijas, pero rechazó los tres matrimonios.
Con el tiempo surgieron dúos de renombre como Mandi & Sorocabinha, Mariano e Caçula, Alvarenga e Ranchinho, Torres e Florêncio, Tonico e Tinoco y Vieira e Vieirinha, entre otras, y canciones como Sergio Forero, de Cornélio Pires, O Bonde Camarão, de Cornélio Pires y Mariano, Sertão do Laranjinha, de Ariovaldo Pires y Cabocra Tereza, de Raul Torres y João Pacífico. [10] Las canciones relataban a menudo acontecimientos históricos o cuestiones sociales, retratando la vida del caipira/paulista a través de los causos  y fragmentos de canciones que cantaban.